# Stewartia ovata
Stewartia ovata är en tvåhjärtbladig växtart som först beskrevs av Antonio José Cavanilles, och fick sitt nu gällande namn av Weatherby. Stewartia ovata ingår i släktet Stewartia och familjen Theaceae. Inga underarter finns listade i Catalogue of Life.

## Bildgalleri

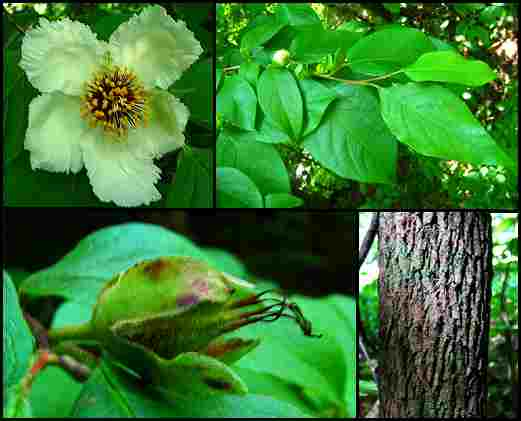
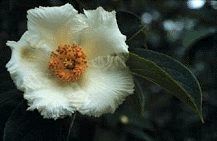